# Alessandro Toti
Alessandro Toti (Roma, 3 gennaio 1966) è un allenatore di calcio ed ex calciatore italiano, di ruolo centrocampista, tecnico della formazione Under-17 della Roma.

## Carriera

### Giocatore
Cresciuto nelle giovanili della Lazio, esordisce in Serie A il 28 aprile 1985 contro il Verona che vincerà lo Scudetto, collezionando 2 presenze in totale nella stagione 1984-1985.
Confermato in prima squadra, l'anno successivo disputerà sotto la guida di Luigi Simoni 20 partite in Serie B, segnando anche una rete il 9 marzo 1986 contro il Lanerossi Vicenza, vittorioso in trasferta per 4-3.

### Allenatore
Dopo aver appeso gli scarpini al chiodo, decide di intraprendere la carriera di allenatore, che inizia nel settore giovanile della Lazio.
Dalla stagione 2009-2010 è assistente tecnico di Alberto De Rossi, allenatore della squadra Primavera della Roma. Nel 2015 passa a guidare la squadra Allievi nazionali dei giallorossi.
Dopo alcuni anni trascorsi come osservatore per la società romanista, nel 2019 viene nominato vice-allenatore della Roma femminile. Nel dicembre dello stesso anno è chiamato in corsa sulla panchina della formazione Under-18 giallorossa, per poi tornare dopo alcuni anni nello staff del tecnico Alberto De Rossi nella formazione Primavera, nel 2023 è vice allenatore della U-15, mentre dal 2024 è alla guida della U-17